# Parigné-le-Pôlin

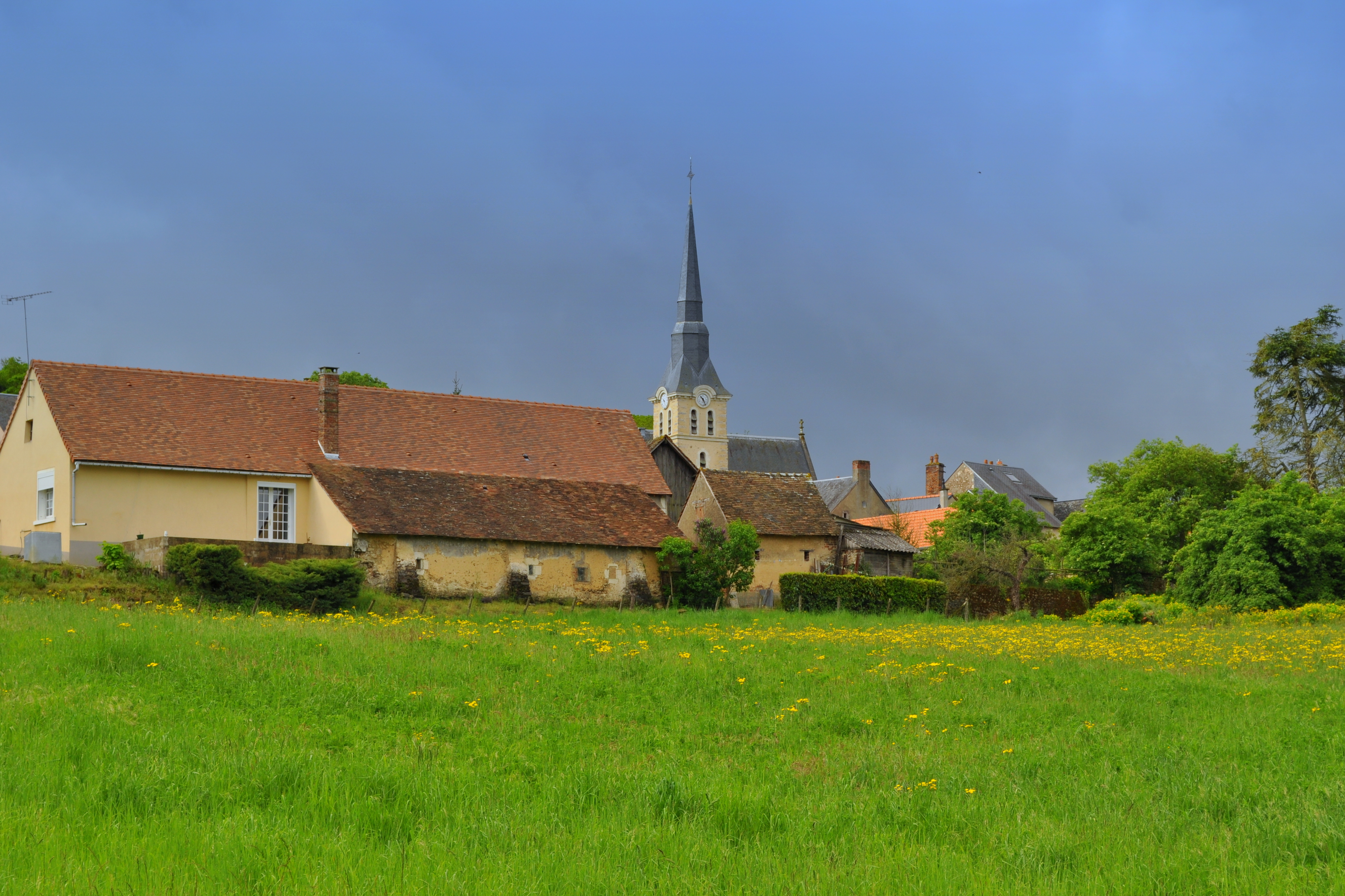
Parigné-le-Pôlin (2012)

Parigné-le-Pôlin – miejscowość i gmina we Francji, w regionie Kraj Loary, w departamencie Sarthe.
Według danych na rok 1990 gminę zamieszkiwało 816 osób, a gęstość zaludnienia wynosiła 59 osób/km² (wśród 1504 gmin Kraju Loary, Parigné-le-Pôlin plasuje się na 665. miejscu pod względem liczby ludności, natomiast pod względem powierzchni na miejscu 829.).